# Lophotettix hancocki
Lophotettix hancocki is een rechtvleugelig insect uit de familie doornsprinkhanen (Tetrigidae). De wetenschappelijke naam van deze soort is voor het eerst geldig gepubliceerd in 1910 door Bruner.